# Johannes Meyer (Chronist)
Johannes Meyer (* 1422 oder 1423 in Zürich; † 20. Juli 1485 in Freiburg im Breisgau) war ein deutschsprachiger Chronist und Ordensgeistlicher.

## Leben
Johannes Meyer wurde in Zürich geboren. Mit neun Jahren kam er in das Dominikanerkloster in Zürich. Daraufhin wechselte er 1442 in das Kloster in Basel, wo er auch im Bezug auf die dominikanische Reformbewegung bekannt wurde. Er war ein filius nativus, was dazu führte, dass er der strengen Art und Weise, wie die Mönche in dem Bettelorden lebten, nicht nachkommen konnte. Sein Lehrer war der Lektor Johannes von Mainz († 1457). Nach seiner Priesterweihe war Meyer als Spiritual in Frauenklöstern tätig und an der Reformierung einiger Konvente beteiligt. Seine Tätigkeit führte Meyer an das Inselkloster zu Bern (1454–1458), Kloster Schönensteinbach (1458–1465), Schlettstadt (ab 1467) und Liebenau (ab 1473).
1482 wurde er in Adelhausen bei Freiburg Beichtvater. Seine Hauptaufgabe war es allerdings, in den Klöstern die Reform des Ordenslebens durchzusetzen und die Konvente zur strengen Observanz zu führen. Er war Teil der dritten Welle der Observanz. Dies geschah überwiegend in Frauenkonventen, aber auch in einigen Männerkonventen wie zum Beispiel in Frankfurt. Des Weiteren verfasste er 1454 das „Buch der Ämter“ und 1455 das „Buch der Ersetzung“, welche eine Anleitung für das Benehmen und das gottesfürchtige Leben in den Frauenkonventen war. Er war maßgeblich an der Klausur zur Observanz (Einführung der Reform) in Nürnberg, Freiburg, Adelhausen, St. Agnes, Kirchheim unter Teck und Unterlinden beteiligt. Er zählt zu den Hauptakteuren der Observanz. Er verstarb im Jahre 1485 in Freiburg und wurde in der Kirche des Klosters in Adelhausen, wo er bis zu seinem Tod Beichtvater war, beigesetzt.

## Werke
Zu den bekanntesten deutschsprachigen Werken Meyers zählen das 1454 in Bern verfasste Amptbuch und seine Fortführung aus 1455, das Buch der Ersetzung. In beiden Werken beschreibt Meyer, wie die korrekte Lebensweise in einem reformierten Kloster aussehen soll. Das Amptbuch gibt Regeln für die verschiedene Aufgabenbereiche im Kloster vor, u. a. das Amt der Priorin, Subpriorin, Novizenmeisterin und Zirkarin. Die Quelle Meyers für Das Amptbuch ist das Werk De officis ordinis des dominikanischen Ordensmeisters Humbert De Romans aus dem 13. Jahrhundert, welches ursprünglich nur für dominikanische Ordensbrüder gedacht war. Dieses Werk passte Meyer für die Ordensschwestern an und er übersetzte es auf Deutsch. Das Buch der Ersetzung ging über Beschreibungen hinaus. Jedes seiner zehn Kapitel befasst sich mit einem anderen Aspekt des Dominikanischen Ordens und seiner Geschichte:
1. Ein Vergleich des Dominikanerordens zu anderen Orden
2. Eine Beschreibung einer korrekten Klausur, vom Körper und der Seele
3.- 5. Eine Geschichte der Dominikanischen Frauen und ihrer Bedeutung für den gesamten Orden.
6. Eine Beschreibung und Exegese von Dominikanischer Kleidung
7. Das Aufzählen der Konvente und Klöster in der Kirchenprovinz Teutonia
8. Eine Beschreibung der gemeinsamen Praktiken in den Dominikanischen Einrichtungen
9. Eine Chronik mit den 29 Ordensmeistern
10. Eine Aufzählung der verschiedenen gewährten Freiheiten und Privilegien durch päpstliche Dekrete.
Eine weitere bedeutende deutschsprachige Textsammlung Meyers besteht aus dem Leben der Brüder Predigerordens, eine Zusammenstellung der Leben der ersten fünf dominikanischen Ordensmeister nach Dominikus, einer Chronik des Papstes Innozenz III. mit dem Namen Papstchronik Predigerordens und einer Königschronik von Friedrich I. bis Friedrich III. Diese wurden alle von 1469 bis 1471 verfasst. Sie befassen sich mit der Geschichte der Welt aus der Sicht des Dominikanerordens.
Für die Historiker von großer Bedeutung ist Meyers ebenfalls deutschsprachiges Buch der Reformacio Predigerordens aus dem Jahr 1468, weil es das wohl wertvollste Zeugnis der Dominikanischen Reform in der Provinz Teutonia ist, da es von einem Zeitzeugen stammt und nicht nur erfolgreiche Reformversuche, sondern auch gescheiterte Versuche dokumentiert. Das Werk ist eine fünfteilige Chronik des Klosters Schönensteinbach. Meyer war selbst als Beichtvater des Frauenklosters tätig, seine Aussagen können daher als verlässlich gelten. Die ersten beiden Teile erzählen von der Geschichte des Klosters. Der dritte Teil widmet sich dem frommen Leben der Schwestern des Klosters nach der Reform. Im vierten Teil befasst er sich mit den Männern der Reform. Dabei zählt er die Dominikaner auf und beschreibt diese (U.a. Raymond von Capua, Konrad von Preußen, Johannes Nider). Im fünften Teil folgt eine detaillierte Beschreibung der Reformeinführung in den verschiedenen dominikanischen Einrichtungen der Provinz Teutonia.
Neben diesen verfasste Meyer auch lateinische Werke, den Liber de illustribus viris (1466) und die Chronica brevis OP (1470). Beide basieren auf der Chronologie der dominikanischen  Ordensmeister.
Zudem sind Schriften Meyers in einem Nürnberger Manuskript und einer Fortführung von diesem enthalten. Dabei handelt es sich um die Herausgaben Meyers von Elsbeth Stagels Schwesternbuch zu Töss, dem St. Katharinentaler Schwesternbuch aus Diessenhofen, dem Ötenbacher Schwesternbuch aus Zürich, einem Text mit dem Titel Ermahnung von Johannes von Mainz, einem Lehrmeister Meyers, eine Vita von Margareth Stülinger, und eine von Meyer verfasste Chronik des Inselklosters St. Michael in Bern.

## Bedeutung und Einfluss
Johannes Meyer gilt als später Vertreter der Observanzbewegung. In der ersten Phase der Reform von 1389 bis 1400 und in der zweiten Phase (1400 bis 1425), in der mehrere gescheiterte Reformversuche stattfanden, war er noch nicht geboren. In die dritte Phase der Reformbewegung von 1426 bis 1449 fallen die ersten Erfolge in den Frauenkonventen mit der Reform des Frauenkonvents in Bern, die Johannes Meyer bereits miterlebte. Über die vierte Phase von 1449 bis 1474 mit weniger Reformen und die letzte Phase von 1474 bis 1500 mit der starken Unterstützung der Landesherrschaft und der Städte bei der Einführung der Observanz berichtete er selbst in seinem Buch der Reformacio Predigerordens.
Mit seinen Werken Das Amptbuch und Buch der Ersetzung, die auch als Regelwerke verstanden wurden und als Grundlage für neu reformierte Klöster galten, und in seiner Tätigkeit als Reformer von Frauenkonventen, hatte er einen maßgeblichen Einfluss auf die letzte Reformwelle der Dominikaner ab 1474. Auch die Ordensschwestern beriefen sich in Briefen untereinander auf Johannes Meyer und trugen so zum Einfluss seines Werkes auf die praktische Umsetzung der Observanz in den Konventen bei.
In der Geschichtswissenschaft gilt Johannes Meyer als wichtiger und verlässlicher Zeuge für die Reformen des Dominikanerordens im 15. Jahrhundert, besonders für die Reformen in den Klöstern der Dominikanerprovinz Teutonia.
Allerdings müssen in der Rezeption seiner Werke, die durch seine persönlichen Umstände entstandenen Ungenauigkeiten und Unterlassungen mit einbezogen werden. Durch seine Tätigkeit als Beichtvater, Seelsorger und Reformator verschiedener Frauenkonvente, lagen ihm die reformierten Frauenklöster besonders am Herzen. So sind seine Aufzeichnungen hierzu kontinuierlich und verlässlich. Die Informationen zu den Brüderkonventen ergänzte er aber oft nur zufällig oder in einigen Werken auch gar nicht, sodass es wichtig ist, die Aufzeichnungen mit Blick auf das persönliche Verhältnis Meyers zum jeweiligen Konvent, dem Entstehungszeitpunkt der konkreten Information und im Kontext seines Gesamtwerks zu betrachten.
Fortsetzung seines Werkes
In seinen Listen zu den Konventen in der Teutonia finden sich Auslassungen, Möglichkeiten zur Ergänzung und Fortführung der Listen, die suggerieren, dass Johannes Meyer die Arbeit an diesen Stellen entweder selbst fortsetzen oder Anderen die Möglichkeit zur Fortführung der Listen lassen wollte. Dass dies auch teilweise geschehen ist, lässt sich zum Beispiel im Baseler Codex nachvollziehen. Hier wurden am Ende der Liste der reformierten Brüderkonvente noch die Klöster Luxemburg, Schlettstadt, Trier und Rottweil, die alle erst im 16. Jahrhundert, also nach dem Tod von Meyer, reformiert wurden, von anderer Hand ergänzt.

## Belege
1. ↑  Handschriftencensus | Meyer, Johannes: 'Ämterbuch'. Abgerufen am 29. November 2019.
2. ↑  Handschriftencensus | Meyer, Johannes: 'Buch der Ersetzung'. Abgerufen am 29. November 2019.
3. ↑  Johannes Meyer: Das Amptbuch. Hrsg.: Sarah Glenn DeMaris (= Monumenta Ordinis Fratrum Prædicatorum Historica. Band 31). Angelicum University Press, Rom 2015, ISBN 978-88-88660-66-0, S. 14–15.
4. ↑  Handschriftencensus | Meyer, Johannes: 'Vitas fratrum, Leben der Brüder Predigerordens'. Abgerufen am 29. November 2019.
5. ↑  Handschriftencensus | Meyer, Johannes: Ordenschronik. Abgerufen am 29. November 2019.
6. ↑  Handschriftencensus | Meyer, Johannes: 'Papstchronik Predigerordens'. Abgerufen am 29. November 2019.
7. ↑  Handschriftencensus | Meyer, Johannes: 'Kaiserchronik Predigerordens'. Abgerufen am 29. November 2019.
8. ↑  Handschriftencensus | Meyer, Johannes: 'Buch der Reformacio Predigerordens'. Abgerufen am 29. November 2019.
9. ↑  Johannes Meyer: Das Amptbuch. Hrsg.: Sarah Glenn De Maris. Angelicum University Press, Rome 2015, ISBN 978-88-88660-66-0, S. 15–20.
10. ↑  Johannes Meyer: Das Amptbuch. Hrsg.: Sarah Glenn De Maris. Angelicum University Press, Rome 2015, ISBN 978-88-88660-66-0, S. 16 f.
11. ↑  Johannes Meyer: Das Amptbuch. Hrsg.: Sarah Glenn De Maris. Angelicum University Press, Rome 2015, ISBN 978-88-88660-66-0, S. 21 f.
12. ↑  Handschriftencensus | Meyer, Johannes: 'Chronik des Inselklosters St. Michael in Bern'. Abgerufen am 29. November 2019.
13. ↑  Johannes Meyer: Das Amptbuch. Hrsg.: Sarah Glenn De Maris. Angelicum University Press, Rome 2015, ISBN 978-88-88660-66-0, S. 23.
14. ↑  Stefanie Monika Neidhardt: Mit der Bibel für die Observanz: Johannes Meyers hermeneutische Argumentationsmuster für eine Ordensreform. In: Viliam Štefan Dóci OP und Thomas Prügl (Hrsg.): Bibelstudium und Predigt im Dominikanerorden. Geschichte, Ideal, Praxis (= Dissertationes Historicae 36). Roma: Angelicum University Press 2019. S. 145-168. ISBN 978-88-99616-19-9.
15. ↑  Stefanie Monika Neidhardt: Autonomie im Gehorsam. Die dominikanische Observanz in Selbstzeugnissen geistlicher Frauen des Spätmittelalters (= Vita regularis. Ordnungen und Deutungen religiosen Lebens im Mittelalter. Abhandlungen; Bd. 70), Münster / Hamburg / Berlin / London: LIT 2017, VIII + 478 S., ISBN 978-3-643-13583-4
16. 1 2 3 4  Claudia Heimann: Beobachtungen zur Arbeitsweise von Johannes Meyer OP anhand seiner Aussagen über die Reform der Dominikanerkonvente der Teutonia, besonders der NATIO AUSTRIAE. In: Archivum Fratrum Praedicatorium. Bd. 72. 2002. S. 187–220
17. ↑  Eva Frischmuth, Sabrina Marquardt: Literatur im Dienst der Reform. Die Autographe des Johannes Meyer. (PDF) Abgerufen am 26. November 2019.
18. ↑  Universitätsbibliothek Basel: Cod. E III 13, vgl. Glenn De Maris, S. XXV.

| Personendaten    | Personendaten                |
| ---------------- | ---------------------------- |
| NAME             | Meyer, Johannes              |
| KURZBESCHREIBUNG | Schweizer Chronist und Mönch |
| GEBURTSDATUM     | 1422 oder 1423               |
| GEBURTSORT       | Zürich                       |
| STERBEDATUM      | 20. Juli 1485                |
| STERBEORT        | Freiburg im Breisgau         |